# Bad Aibling
Bad Aibling é um município da Alemanha, situado no distrito de Rosenheim, no estado da Baviera. Tem 41,55 km² de área, e sua população em 2019 foi estimada em 19.056 habitantes.